# Ернст Отто Бекманн
Ернст О́тто Бе́кманн (нім. Ernst Otto Beckmann; 4 липня 1853, Золінген — 13 липня 1923, Берлін) — німецький хімік.

## Біографія
Вивчав хімію і фармацію в Лейпцизькому університеті (1875—1878). У 1879—1883 роках працював в технічному університеті Брауншвейга. З 1883 року приват-доцент, з 1890 року — екстраординарний професор в Лейпцизькому університеті. У 1891 році професор Гіссенського, а в 1892—1897 роках — Ерлангенського університетів. З 1897 року ординарний професор і директор лабораторії прикладної хімії в Лейпцизькому університеті, з 1912 року директор Інституту прикладної і фармацевтичної хімії кайзера Вільгельма в Берліні.

## Наукова робота
Найважливіші роботи присвячені органічній та фізичній хімії. Вивчав будову оксимів; в 1886 році відкрив перегрупування оксимів в аміди під дією кислих агентів (перегрупування Бекмана). У 1888—1889 роках розробив кріоскопічний (за зниженням температури замерзання) і ебуліоскопічний (за підвищенням температури кипіння) методи визначення молекулярних мас розчинених речовин. Винайшов диференціальний термометр, що дозволяє точно визначати температури поблизу точок замерзання або кипіння (термометр Бекманна).

## Наукові публікації
- Über die Oxydationsprodukte der Dialkylsulfide und ähnlicher Verbindungen. 1878
- Über die Methode der Molekulargewichtsbestimmung durch Gefrierpunktserniedrigung, 1888[6]
- Das neubegrundete Laboratorium für angewandte Chemie an der Universität Leipzig. 1899, 2009
- Neue Vorrichtungen zum Färben nichtleuchtender flammen (Spektrallampen). 1901
- Johannes Wislicenus. In: Berichte der Deutschen Chemischen Gesellschaft. Band 37, 1905, S. 4861–4946.
- Studien zur ebullioskopischen Bestimmung von Molekulargewichten. 1907
- Studien über Schwefel, Selen und Tellur. 1913
- Chemische Bestimmungen des Nährwertes von Holz und Stroh: nach gemeinsamen Versuchen mit W. Lenz und E. Bark. 1914
- Verfahren zur Prüfung der Luft auf Gehalt an brennbaren Stoffen: nach gemeinsamen Versuchen mit Kurt Steglich. 1914
- Verfahren zur Herstellung eines Futtermittels aus Stroh: patentiert im Deutschen Reiche vom 2. Februar 1919 ab ; Reichspatentamt Patentschrift Nr. 354822, Klasse 53g, Gruppe 4 (B88 353 IV/ 53g). 1919
- Gerät zur Übermittlung von geheimen Lichtsignalen. 1920[7]